# Aviron aux Jeux olympiques d'été de 1952
Navigation
Les épreuves d'aviron lors des Jeux olympiques d'été de 1952 ont eu lieu du 20 au 23 juillet 1952 à Helsinki, en Finlande. Les compétitions rassemblent 404 sportifs, issus de 33 fédérations affiliées au Comité international olympique. Sept finales figurent au programme de cette compétition (toutes masculines), soit les mêmes que lors de la précédente édition des Jeux à Londres.
Les États-Unis occupent la première place du classement par nations avec 3 médailles remportées (dont 2 en or), devant l'Union soviétique (3 dont 1 en or) et la France (2 dont 1 en or).

## Tableau des médailles pour l'aviron
| Rang | Nation           | Or | Argent | Bronze | Total |
| ---- | ---------------- | -- | ------ | ------ | ----- |
| 1    | États-Unis       | 2  | 0      | 1      | 3     |
| 2    | Union soviétique | 1  | 2      | 0      | 3     |
| 3    | France           | 1  | 1      | 0      | 2     |
| 4    | Argentine        | 1  | 0      | 0      | 1     |
| 4    | Yougoslavie      | 1  | 0      | 0      | 1     |
| 4    | Tchécoslovaquie  | 1  | 0      | 0      | 1     |
| 7    | Suisse           | 0  | 1      | 1      | 2     |
| 7    | Australie        | 0  | 1      | 1      | 2     |
| 9    | Belgique         | 0  | 1      | 0      | 1     |
| 9    | Allemagne        | 0  | 1      | 0      | 1     |
| 11   | Pologne          | 0  | 0      | 1      | 1     |
| 11   | Uruguay          | 0  | 0      | 1      | 1     |
| 11   | Danemark         | 0  | 0      | 1      | 1     |
| 11   | Finlande         | 0  | 0      | 1      | 1     |

## Résultats
| Podiums             | | | |
| Skiff               | Yuri Tyukalov Union soviétique | Mervyn Wood Australie | Teodor Kocerka Pologne |
| Deux de couple      | Argentine Tranquilo Cappozzo Eduardo Guerrero | Union soviétique Heorhi Zhylin Ihor Emtshuk | Uruguay Miguel Seijas Juan Rodríguez |
| Deux sans barreur   | États-Unis Charles Logg Thomas Price | Belgique Michel Knuysen Robert Baetens | Suisse Kurt Schmid Hans Kalt |
| Deux barré          | France Raymond Salles Gaston Mercier Bernard Malivoire (barreur)                                                                                           | Allemagne Heinz Manchen Helmut Heinhold Helmut Noll (barreur) | Danemark Svend Ove Pedersen Poul Svendsen Jørgen Frantzen (barreur)                                                                                |
| Quatre sans barreur | Yougoslavie Duje Bonačić Velimir Valenta Mate Trojanović Petar Šegvić                                                                                      | France Pierre Blondiaux Jean-Jacques Guissart Marc Bouissou Roger Gautier                                                                                               | Finlande Veikko Lommi Kauko Wahlsten Oiva Lommi Lauri Nevalainen                                                                                   |
| Quatre barré        | Tchécoslovaquie Karel Mejta Jiří Havlis Jan Jindra Stanislav Lusk Miroslav Koranda (barreur)                                                               | Suisse Rico Bianchi Karl Weidmann Heinrich Scheller Émile Ess Walter Leiser (barreur)                                                                                   | États-Unis Carl Lovsted Al Ulbrickson Richard Wahlström Matt Leanderson Al Rossi (barreur)                                                         |
| Huit                | États-Unis Frank Shakespeare William Fields James Dunbar Richard Murphy Robert Detweiler Henry Proctor Wayne Frye Edward Stevens Charles Manring (barreur) | Union soviétique Yevgeny Brago Vladimir Rodimushkin Aleksei Komarov Igor Borisov Slava Amiragov Leonid Gissen Yevgeny Samsonov Vladimir Kryukov Igor Polyakov (barreur) | Australie Bob Tinning Ernest Chapman Nimrod Greenwood Mervyn Finlay Edward Pain Phil Cayser Tom Chessell David Anderson Geoff Williamson (barreur) |